# Перемазовщина
Перемазовщина — один из старообрядческих толков, обособившийся в беглопоповщине под влиянием споров о чиноприёме священников, переходящих из православия.

## Предпосылки
После церковной реформы Никона к старообрядцам не примкнул ни один епископ, что приводило к постоянному уменьшению числа священников, придерживавшихся старых обрядов. Часть раскольников даже сформировала особое течение — беспоповство, поповцы же принимали в свои ряды священников, переходящих из «никонианской» церкви.
Однако процедура приёма беглых священников была различной для разных старообрядческих общин: в одних как, например, в польской Ветке священника погружали в крестильную купель в полном облачении (чтобы «благодать не улетела на небо»), в других, и таких было большинство: Иргизские монастыри, керженские общины — принимали вторым чином — через миропомазание, третьи, как Стародубские общины, ограничивались третьим чином — отречением от ересей.
В 1777 году старообрядческая община московского Рогожского кладбища, придерживавшаяся второго мнения, задумала самостоятельно сварить миро, в котором ощущался недостаток. Это мироварение вызвало серьёзный конфликт в старообрядческом мире на тему, ранее не вызывавшую открытых пререканий. Многие общины не хотели соглашаться на унификацию обряда и признание главенства московской общины.

## Перемазанский собор
Для оправдания своего поступка, а также для окончательного решения вопроса о чиноприёме рогожские старообрядцы собрали собор, впоследствии получивший название «перемазанского».
Главным духовным центром старообрядчества было Стародубье, слободы которого выступали с протестом против самоуправства рогожской общины, предпринявшей столь серьёзный акт без одобрения остальных. Однако их оппонентов, сторонников миропомазания, было большинство.
Собор проходил с ноября 1779 по январь 1780 года, в его ходе состоялось 10 заседаний, на которых присутствовало от 100 до 300 человек. Окончился он расколом в среде старообрядцев: стародубские депутаты, упорно придерживавшиеся дьяконова согласия, окончательно разорвали отношения с прочими. В свою очередь рогожские, иргизские и керженские депутаты постановили со стародубцами не есть, не пить и не молиться. Вопрос о миропомазании приходящих священников был решён положительно и утверждён соборным постановлением, хотя сваренное в 1777 году миро решено было уничтожить.
Так образовалось особое согласие, получившее название «перемазовщины». К нему примкнули важнейшие центры беглопоповщины — Рогожское кладбище, Иргизские монастыри и Керженские скиты, так что среди всех видов беглопоповщины перемазовщина имела численное превосходство, занимая при этом самую крайнюю и непримиримую позицию. Если более мягкие дьяконовцы постепенными уступками вошли в соглашение с синодальной церковью, образовав такое течение как единоверие, то последователи перемазовщины строго придерживались принципа о еретичестве православной церкви.

## Дальнейшее развитие
Соборное постановление не решило всех вопросов, полемика продолжалась и годы спустя. Известный религиозный деятель, настоятель одного из Иргизских монастырей Сергий (Юршев) написал «Обыскательное рассуждение», доказывавшее, что перемазывание беглых попов необходимо, так как иначе они не будут очищены от еретической скверны. Влияние этого сочинения было огромным, как и другой его работы «Беседословие с сомнящимися о святой церкви и православном священстве», которая закрепила за Иргизом монополию на «исправу» беглых попов.
И даже ликвидация государством старообрядческих иргизских монастырей, и принудительное их обращение в единоверие, не положило конец перемазовщине. Из неё возник толк австрийского священства.